# 伦敦圣乔治主教座堂

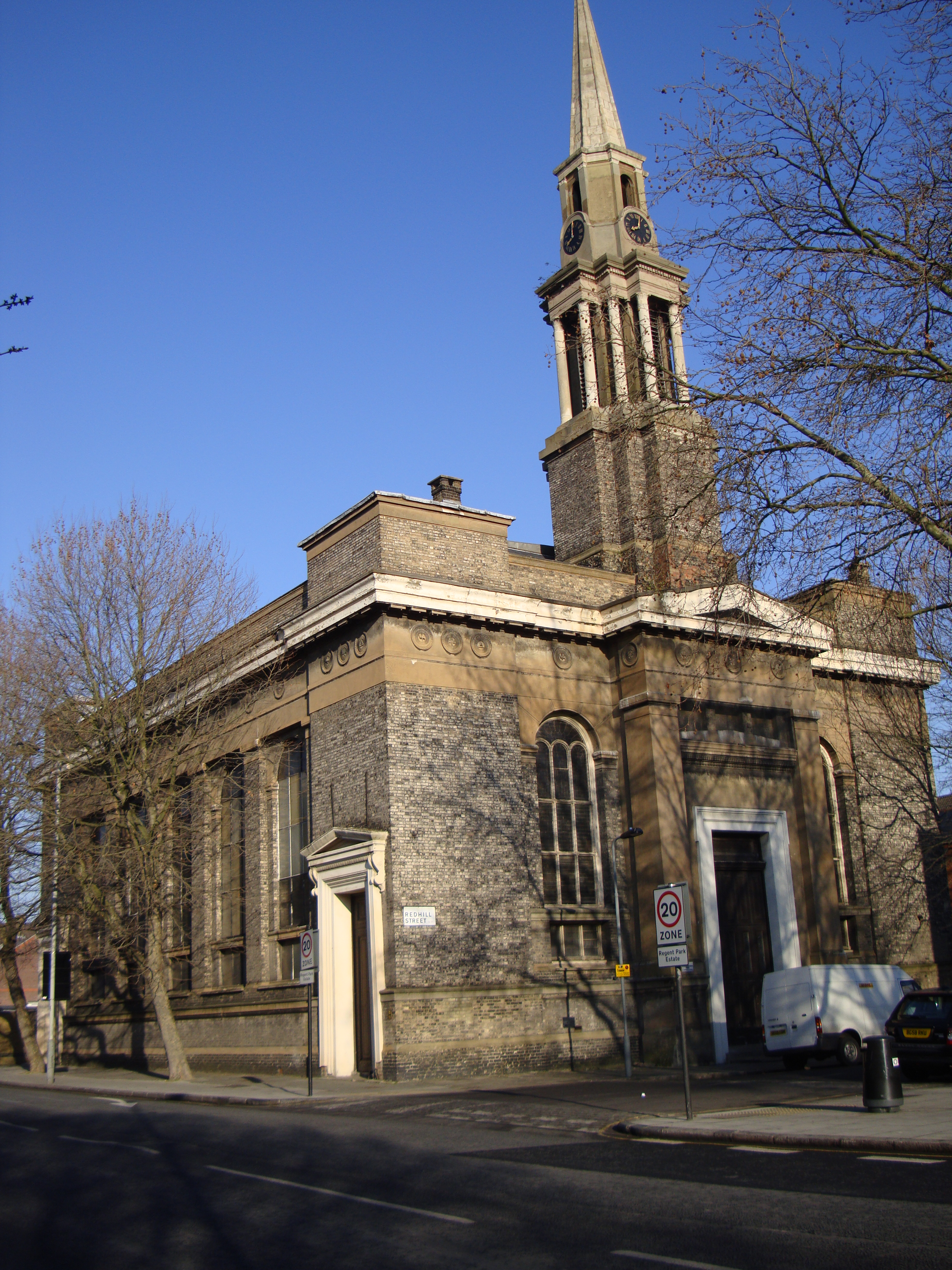

伦敦圣乔治主教座堂（St George's Cathedral）是位于英国伦敦卡姆登区圣潘克拉斯奥尔巴尼街的一座安提阿东正教会教堂，从1837年到1989年这里是一座圣公会教堂，称为基督教堂。
它最初由James Pennethorne爵士兴建，服务于工人阶级聚居区坎伯兰市场。1837年祝圣为圣公会教堂，加入了牛津运动。其尖顶与教堂主体相比是不寻常的小。外部几乎没有装饰。曾经住在奥尔巴尼街的克莉斯缇娜·罗塞蒂经常拜访这座教堂。她的哥哥丹蒂·加布里埃尔·罗塞蒂为这座教堂创作了花窗玻璃“登山宝训”。 
教堂附近的红山街设有一所学校，称为基督教堂小学。1950年年1月26日，教堂举办乔治·奥威尔的葬礼，因为它既靠近他去世的米德尔塞克斯医院，也靠近他工作的BBC广播大厦 。 
1974年，早期音乐组合奥尔巴尼康索特在这教堂创建。 1989年，它不再是圣公会的崇拜地点，改为圣乔治大教堂，与伦敦市的圣Botolph教堂是伦敦的两座安提阿教会的教堂之一。 2000年兴建了新的屋顶。 
1954年6月10日，这座教堂被列为二级登录建筑。